# Kung av sand - en liten samling 1983-2007
Kung av sand - en liten samling 1983-2007 släpptes den 30 augusti 2007 och är ett samlingsalbum av den svenske popartisten Per Gessle. Albumet kunde endast köpas med Aftonbladet mellan den 30 augusti och den 2 september 2007.

## Låtlista
1. Kung av sand (Live från "Mazarin")
2. På promenad genom stan (Live från "Mazarin")
3. Inte tillsammans, inte isär (demo 28 juni 2003)
4. Hon vill sväva över ängarna (Från "En händig E.P.")
5. Tända en sticka till (Från albumet "Per Gessle")
6. Flickan i en Cole Porter-sång (Live från "Mazarin")
7. Ingen kan som du (demo 28 maj 2003) (nytt spår)
8. Småstad (Live från "Mazarin")
9. Segla på ett moln (med Marie Fredriksson) (Från "Demos")
10. Blå december (Från "Scener")